# Ginger Baker
Peter Edward „Ginger“ Baker (19. srpna 1939, Lewisham, Londýn, Spojené království – 6. října 2019) byl anglický bubeník který získal věhlas jako člen skupin Graham Bond Organization (GBO) a Cream v letech 1966 až 1968. Později se spojil se spoluhráčem z Cream Ericem Claptonem, Ricem Grechem a Steve Winwoodem a založili v roce 1969 skupinu Blind Faith. Začátkem 70. let Baker koncertoval a nahrával se svou skupinou Ginger Baker's Air Force.

## Hudební kariéra
Jeho hra na bicí byla atraktivní pro okázalý způsob hry, showmanství a průkopnictví v používání dvou basových bubnů namísto jednoho. Stal se známým též používáním mnoha dalších perkusních nástrojů a afrických rytmů ve hře na bicí. Africké vlivy jsou zřejmé na Bakerově spolupráci s hudebníkem Fela Ransome-Kuti, kdy usedl za bicí místo bubeníka Tony Allena v nahrávací sessions vydané v roce 1971 pod názvem "Fela Ransome-Kuti and The Africa '70 with Ginger Baker Live!". V té době se choval podobně nabubřele jako Keith Moon ze skupiny The Who, ale byl schopen i zdrženlivého způsobu hry, který slyšel u britských jazzových skupin koncem 60. a začátkem 60. let.
Předváděl také delší improvizace sólové hry na bicí, jeho nejznámějším se stalo třináctiminutové sólo ve skladbě "Toad", zařazené na dvojalbum skupiny Cream Wheels of Fire.
Od roku 1986 vydal několik různých alb od stylu etno až po jazz-fussion a jezdil po turné s různými jazzovými, klasickými a rockovými soubory, včetně obnovených Cream. Skupiny, ve kterých vystupoval, často nesly v názvu jeho jméno jako Ginger Baker's Air Force, Baker Gurvitz Army (1974–1976), Ginger Baker's Energy (1976) a Ginger Baker Trio, kde s ním hráli jazzový basista Charlie Haden a kytarista Bill Frisell (nahrávky byly realizovány v letech 1994 a 1996), také byl několikrát členem různých souborů jako Hawkwind (1980), Atomic Rooster (1980), Public Image Ltd (1986) a Masters of Reality (1990). V roce 1994 Baker vstoupil do BBM (Bruce-Baker-Moore), krátkodobého projektu jehož členy byli Jack Bruce a kytarista Gary Moore.

## Diskografie

### Cream
- Fresh Cream (1966)
- Disraeli Gears (1967)
- Wheels of Fire (1968)
- Goodbye (1969)
- Live Cream (1970)
- Live Cream Volume II (1972)
- Royal Albert Hall London May 2-3-5-6 2005 (2005)

### Blind Faith

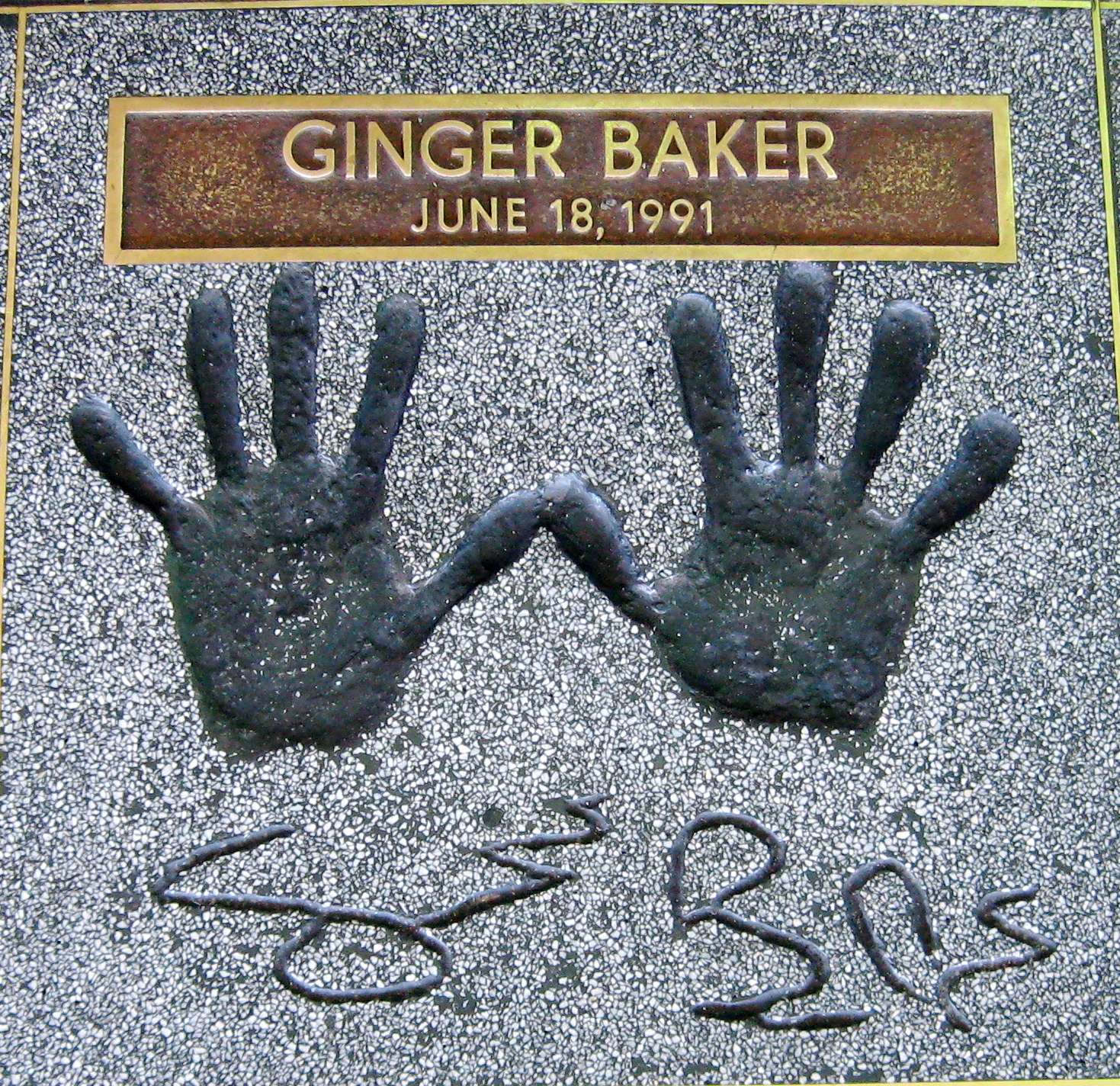
Otisk na Hollywoodském chodníku slávy

- Blind Faith (1969)

### Sólově
- Ginger Baker's Air Force (1970)
- Ginger Baker's Air Force II (1970)
- Stratavarious (1972)
- Eleven Sides of Baker (1977)
- From Humble Oranges (1983)
- Horses & Trees (1986)
- No Material (1987)
- Middle Passage (1990)
- Going Back Home (1994)
- Ginger Baker's Energy (1995)
- Do What You Like (1998) – kompilace
- Coward of the County (1999)
- African Force (2001)

### Ostatní
- Levitation s Hawkwind (1980)
- Zones s Hawkwind (1980-1982)
- This Is Hawkwind, Do Not Panic s Hawkwind (1980-1984)
- Unseen Rain s Jens Johanssonem a Jonas Hellborgem (1992)
- Sunrise on the Sufferbus s Masters of Reality (1993)
- Around the Next Dream s BBM v (1994)

## Nástroje
Používal bicí soupravu značky Drum Workshop (DW), ale v 60. a 70. letech používal soupravu značky Ludwig a činely značky Zildjian.